# Bhavnagar
Bhavnagar è una città dell'India di 510.958 abitanti, capoluogo del distretto di Bhavnagar, nello stato federato del Gujarat. In base al numero di abitanti la città rientra nella classe I (da 100.000 persone in su).

## Geografia fisica
La città è situata a 21° 46' 0 N e 72° 9' 0 E e ha un'altitudine di 23 m s.l.m..

## Società

### Evoluzione demografica
Al censimento del 2001 la popolazione di Bhavnagar assommava a 510.958 persone, delle quali 267.019 maschi e 243.939 femmine. I bambini di età inferiore o uguale ai sei anni assommavano a 64.990, dei quali 35.446 maschi e 29.544 femmine. Infine, coloro che erano in grado di saper almeno leggere e scrivere erano 366.986, dei quali 206.935 maschi e 160.051 femmine.